# Joe Roberts
Pour les articles homonymes, voir Joe Roberts (basket-ball) et Roberts.
Joe Roberts, né le 2 février 1871 et mort le 28 octobre 1923, est un acteur du cinéma burlesque muet américain, essentiellement connu pour ses rôles dans les films courts de Buster Keaton dans les années 1920.

## Biographie
Sa corpulence faisait de lui le partenaire idéal pour les comédies burlesques du frêle, mais athlétique, Buster Keaton. Il ne tournera que rarement sans lui.
Il meurt peu après son dernier tournage.

## Filmographie
(CM = court métrage)
1920
- La Maison démontable de Buster Keaton et Edward F. Cline (CM) : le déménageur de piano (non crédité)
- Malec champion de golf (ou Malec joue au golf) de Buster Keaton et Edward F. Cline (CM) : le prisonnier dangereux
- L'Épouvantail (ou Les ruses de Malec) de Buster Keaton et Edward F. Cline (CM) : un ouvrier agricole (non crédité)
- La Voisine de Malec (ou Voisin Voisine) de Buster Keaton et Edward F. Cline (CM) : le père de la fille (non crédité)

1921
- Malec chez les fantômes de Buster Keaton et Edward F. Cline (CM) : un caissier de banque
- La Guigne de Malec de Buster Keaton et Edward F. Cline (CM) : Lizard Lip Luke
- His Meal Ticket d'Edward F. Cline (CM) : un joueur d'orgue
- Malec l'insaisissable (ou Le crime de Malec) de Buster Keaton et Malcolm St. Clair (CM) : chef de la police
- Who's Who de Ferris Hartman (CM)
- The Devilish Romeo de Frank Griffin (CM) : le mari
- One Moment, Please de Slim Summerville (CM)
- Le Petit Lord Fauntleroy d'Alfred E. Green et Jack Pickford : Buzz Saw Brannigan (non crédité)
- Frigo fregoli de Buster Keaton et Edward F. Cline (CM) : le directeur du théâtre (non crédité)

1922
- Malec chez les Indiens de Buster Keaton et Edward F. Cline (CM) : le chef des indiens (non crédité)
- Frigo déménageur (ou Buster et les flics) de Buster Keaton et Edward F. Cline (CM) : chef de police (non crédité)
- The Primitive Lover de Sidney Franklin : 'Roaring' Bill Rivers
- Le Neuvième Mari d'Eléonore (ou Les parents de ma femme) de Buster Keaton et Edward F. Cline (CM) : le frére d'Éléonore (non crédité)
- Malec forgeron de Buster Keaton et Malcolm St. Clair (CM) : le forgeron (non crédité)
- Frigo l'esquimau de Buster Keaton et Edward F. Cline (CM) : le conducteur (non crédité)
- Grandeur et Décadence de Buster Keaton et Edward F. Cline (CM) : le maire (non crédité)
- Frigo à l'Electric Hotel de Buster Keaton et Edward F. Cline (CM) : un millionnaire (non crédité)

1923
- Frigo et la Baleine de Buster Keaton et Edward F. Cline (CM) : le capitaine du baleinier
- Les Trois Âges de Buster Keaton et Edward F. Cline : le père de la fille
- Les Lois de l'hospitalité de Buster Keaton et John G. Blystone : Joseph Canfield

1924
- The Misfit d'Albert Austin et Clyde Cook (CM) : le maître instructeur